# Nicholle Tom
Nicholle Tom (ur. 23 marca 1978 w Chicago) – amerykańska aktorka, najbardziej znana z roli Maggie Sheffield w sitcomie CBS Pomoc domowa. Przedtem grała m.in. Sue w serialu Beverly Hills, 90210 oraz Ryce w filmach komediowych o psie Beethovenie.
Nicholle Tom ma brata bliźniaka – Davida Toma i starszą siostrę, Heather Tom.

## Filmografia
- 1987: Opowieści Mamy Gęsi (Jim Henson Presents Mother Goose Stories); głos
- 1991: Bajer z Bel-Air (The Fresh Prince of Bel-Air) jako Zoey
- 1992: Beethoven jako Ryce Newton
- 1992: Beverly Hills, 90210 jako Sue Scanlon
- 1993: Bloodlines: Murder in the Family jako Jacy Woodman
- 1993: Beethoven 2 (Beethoven’s 2nd) jako Ryce Newton
- 1993–1999: Pomoc domowa (The Nanny) jako Maggie Sheffield
- 1994: Czas zmian (Season of Change) jako Sally Mae Parker
- 1994: Beethoven jako Ryce Newton; głos
- 1996: Co z ciebie za matka? (What Kind of Mother Are You?) jako Kelly Jameson
- 1996: Uwiedziona (For My Daughter’s Honor) jako Amy Dustin
- 1997: Nieślubny ojciec (Unwed Father) jako Melanie Crane
- 1998: Welcome to Paradox jako Delphi B.
- 1998: The New Batman Adventures jako Supergirl / Kara Kent; głos
- 1998–2000: Superman jako Supergirl / Kara
- 1999: Tydzień przed dyplomem (The Sterling Chase) jako Alexis
- 2000: Urban Chaos Theory jako dziewczyna
- 2000: Przerażenie (Panic) jako Tracy
- 2000: Rave jako Sadie
- 2000: Kruche jak lód: Walka o złoto (Ice Angel) jako Sarah Bryan
- 2001: Robbie’s Brother jako Andrea
- 2001: Pamiętnik księżniczki (The Princess Diaries) jako Cassie, reporterka
- 2003: A mi amor mi dulce jako Chickpea
- 2003: Życie przede wszystkim (Strong Medicine) jako Sharon / Cherie / Sharona
- 2004: Księga Ruth (The Book of Ruth) jako Ruth
- 2004–2006: Liga Sprawiedliwych (Justice League); głos
- 2005: Pamięci mojego ojca (In Memory of My Father) jako Nicole
- 2006: Fuks (Windfall) jako Elisa
- 2006: Szampańskie życie (Bottoms Up) jako Penny Dhue
- 2006: Tajemniczy przypadek doktora Jekylla i pana Hyde’a (The Strange Case of Dr. Jekyll and Mr. Hyde) jako Carla Hodgkiss
- 2006–2007: The Minor Accomplishments of Jackie Woodman jako Tara Wentzel
- 2007: The Wedding Bells jako Laine Hill
- 2007: Tożsamość szpiega (Burn Notice) jako Melissa Fontenau
- 2008: Matczyna obsesja (Her Only Child) jako Lily Stanler
- 2008: Zabójcze umysły (Criminal Minds) jako Connie Galen
- 2008: Dowody zbrodni (Cold Case) jako Priscilla Chapin
- 2009: Spóźniony gość (Something Evil Comes) jako Romy Webster; film TV
- 2009: Mentalista (The Mentalist) jako Marilyn Monroe
- 2009: Bez śladu (Without a Trace) jako Molly Sampson
- 2009: Mental: Zagadki umysłu (Mental) jako Melissa Ranier
- 2010: Rodzinna tajemnica (My Family’s Secret) jako Lara Darcie
- 2010: Castle jako Cindy Mann
- 2011: I Met a Producer and Moved to L.A. jako Emily
- 2012: Just Like Her jako Ashley Marston
- 2012: Hang Loose jako Nikki
- 2013: Fatal Performance jako Dana Tilly
- 2013: Masters of Sex jako Maureen